# Список послов России в Хорватии
В статье представлен список послов России в Хорватии.
- 17 февраля 1992 года — установление дипломатических отношений на уровне посольств.

## Список послов
| Срок полномочий                  | Посол                             | Годы жизни | Вручение верительных грамот | Комментарии |
| -------------------------------- | --------------------------------- | ---------- | --------------------------- | ----------- |
| 8 сентября 1992 — 15 ноября 1996 | Леонид Владимирович Керестеджиянц | 1931—2019  |                             |             |
| 23 января 1997 — 14 октября 1998 | Мечеслав Иванович Сенкевич        | 1937—2014  |                             |             |
| 2 марта 1999 — 17 февраля 2004   | Эдуард Леонидович Кузьмин         | род. 1941  |                             |             |
| 17 февраля 2004 — 23 июля 2009   | Михаил Алексеевич Конаровский     | род. 1944  |                             |             |
| 23 июля 2009 — 30 июня 2015      | Роберт Вартанович Маркарян        | род. 1949  |                             |             |
| 30 июня 2015 — 21 августа 2020   | Анвар Сарварович Азимов           | род. 1950  |                             |             |
| 21 августа 2020 — 7 мая 2024     | Андрей Алексеевич Нестеренко      | род. 1955  | 14 октября 2020             |             |
| 7 мая 2024 — настоящее время     | Александр Беюкович Нуризаде       | род. 1959  | 2 июля 2024                 |             |